# Stranger of Sword City
Stranger of Sword City (剣の街の異邦人?) è un videogioco di ruolo del 2014 sviluppato da Experience per Xbox 360. Il gioco è stato in seguito convertito per PlayStation Vita e Microsoft Windows.

## Modalità di gioco
Stranger of Sword City è un videogioco di ruolo alla giapponese in prima persona con elementi di dungeon crawler.